# Зуль
Зуль (нем. Suhl) — город в центре Германии, административная единица окружного подчинения в составе федеральной земли Тюрингия. Население — 39,2 тыс. человек (2010).

## География
Город расположен на юге Тюрингенского Леса. Через город проходят федеральные автомагистрали A71 и A73, а также железная дорога, связывающая Берлин с Эрфуртом, Штутгартом и Цюрихом. Зуль окружён горами высотой 600—980 м. В горах есть залежи железных и медных руд, малахита, шпата и др.

## История
Первое упоминание о Зуле относится к 1318 году — тогда город находился на территории графства Хеннеберг. В 1527 году граф Хенеберг-Шлейзингерский официально передает Зулю права и статус города. В течение последующих трех веков город оказывается в составе различных княжеств, включая Саксонию-Наумбург и Саксонию. Во время Тридцатилетней войны Зуль был разорен практически дотла.
Уже с XVI века в Зуле производилось огнестрельное оружие. Производство оружия приносило значительный доход городу. В 1751 году в городе был основан оружейный завод Sauer & Sohn. 
В 1815 году после Венского конгресса Зуль вместе с рядом других территорий, уже бывшего графства Хеннеберг, переходит в состав королевства Пруссия.
В 1856 году в Зуле была основана компания Simson, занявшаяся производством оружия и транспортных средств. В XX веке Зуль продолжал быть важнейшим центром производства стрелкового оружия.
В апреле 1945 года город попал под контроль американских соединений, возглавляемых генералом Паттоном. В июле того же года, в соответствии с условиями Ялтинского соглашения, город вместе со всей Тюрингией переходит под контроль советских властей.
В 1952 году Зуль становится окружным центром ГДР.
С 1994 по 2004 годы население Зуля неуклонно сокращалось.

## Города-побратимы
Зуль является городом-побратимом для городов:
- Бегль (фр. Bègles), Франция
- Калуга, Россия
- Ческе-Будеёвице (чеш. České Budějovice), Чехия
- Лешно (пол. Leszno), Польша
- Лахти (фин. Lahti), Финляндия
- Вюрцбург (нем. Würzburg), Германия
- Смолян (болг. Смолян), Болгария
- Воловец (укр. Воловець), Украина

## Люди, связанные с городом
- Куно, Вильгельм (нем. Wilhelm Cuno, 1876—1933) — немецкий предприниматель, политик, рейхсканцлер.
- Шмайссер, Луис (нем. Louis Schmeisser, 1848—1917) — инженер, конструктор оружия.
- Шмайссер, Ханс (нем. Hans Schmeisser) — конструктор стрелкового оружия.
- Шмайссер, Хуго (нем. Hugo Schmeisser, 1884—1953) — конструктор стрелкового оружия.